# Leptodactylus stenodema
Leptodactylus stenodema és una espècie de granota que viu al Brasil, Colòmbia, l'Equador, Guaiana Francesa, Guyana, el Perú, Surinam i, possiblement també, Bolívia. Va ser descrit per Marcos Jiménez de la Espada el 1875.
Viu al sòl forestal del bosc tropical, inclòs el bosc secundari les clarianes. Ponen els ous a nius d'escuma i els capgrossos creixen a l'aigua lentica. Els adults viuen a forats al terra.-
Segons la Llista Vermella de la UICN és classificat com a risc mínim, per tenir una àmplia distribució, la tolerància a un grau de modificació de l'hàbitat.